# La ciudad ideal (obra)
La ciudad Ideal es una obra de autor desconocido datada entre 1480-1490 y conservada en la Galería Nacional de las Marcas en Urbino.
La pintura es una de las imágenes más simbólicas del Renacimiento italiano y fue creada en la corte de Federico da Montefeltro. Algunos nombres propuestos para determinar su autoría son Piero della Francesca, Luciano Laurana o Francesco di Girogio Martini. Otros estudiosos creen que la obra pertenece al ámbito florentino, como Giuliano da Sangallo o su escuela. Se ha hablado incluso de Botticelli, Alberti o Melozzo da Forlì.

## Descripción y estilo
La ciudad ideal representa una plaza en perspectiva. En el centro hay un edificio circular, religioso, como evidencia la cruz en la parte superior. Está rodeado de columnas corintias adosadas a la pared, con tres portales. Hay un segundo piso de dimensiones más pequeñas, con huecos de ventana cuadrados y uno más grande de estilo clásico con tímpano triangular. Las paredes están realizadas en mármol bicolor (blanco y verde), que reproducen rectángulos regulares que recuerdan el románico florentino (como el paramento del Baptisterio de San Juan).
La parte más baja de las paredes está decorada con un motivo que imita el opus reticulatum romano, ya usado por Leon Battista Alberti en el Palacio Rucellai de Florencia (1446-1451). El templo de planta centralizada siempre se ha tenido por una figura "perfecta" y ha sido usado a menudo para la creación de fondos arquitectónicos. Entre los ejemplos más célebres está Los desposorios de la Virgen de Perugino, que Rafael copiará después.
En torno a este edificio se abre una amplia plaza. El modelo de perfección absoluta de la ciudad renacentista está de hecho unido al concepto de "tablero de ajedrez", donde los edificios están ordenados y colocados a intervalos de espacios regulares. En primer plano, en los dos extremos y de manera perfectamente simétrica, observamos dos pozos de base octogonal.
El elemento unificador de la obra es la luz, clara y cristalina, con sombras diáfanas y poco marcadas.

## LaCiudad idealde Baltimore
También en este caso, es una representación de una plaza renacentista ideal. La parte central está ocupada por tres monumentos clásicos: un anfiteatro (reproducción a escala del Coliseo), un arco de triunfo como el Arco de Constantino y un edificio de planta central (reelaboración del Baptisterio de Florencia). A los lados, dos edificios simétricos pero con decoraciones diferentes. La plaza está decorada con cuatro estatuas, que representan a la Justicia, la Templanza, la Abundancia y a la Fortaleza. Algunas figuras humanas pasean por el centro de la plaza, y están pintadas sobre la capa final de pintura.

## LaPerspectiva arquitectónicade Berlín
La vista está oculta por una logia, que contribuye a la perspectiva y conduce inevitablemente nuestra mirada al fondo del cuadro, donde se encuentra un puerto.
Se había atribuido a Francesco di Giorgio Martini pero no hay suficientes pruebas para corroborar esa tesis. Además este cuadro lleva el título Perspectiva arquitectónica, que lo hace más neutral que Ciudad ideal.